# نایف زنده‌زا
نایف زنده‌زا (Alfaro cultratus)، گونه ای از ماهیان گرمسیری آب شیرین از خانواده رنگین ماهیان بومی آمریکای مرکزی است و اغلب در آکواریوم خانگی نگهداری می شود.